# Prionus boppei
Prionus boppei är en skalbaggsart som beskrevs av Auguste Lameere 1912. Prionus boppei ingår i släktet Prionus och familjen långhorningar. Inga underarter finns listade i Catalogue of Life.